# Juanjo Braulio
Juan José Braulio Sánchez (Valencia, 1972), más conocido como Juanjo Braulio, es un periodista y escritor español. Entre sus obras más conocidas se encuentran El silencio del pantano de 2015, En el nombre del poder de 2023, y En el nombre de Borgia de 2024.

## Biografía
Nació en Valencia en 1972, cursó estudios en Enseñanzas artísticas en la Sankt Eskils Skola en Suecia.
A lo largo de su carrera, Braulio ha colaborado en diversos medios de comunicación como Diario 16, Las Provincias, Ràdio Nou, Colpisa y el ABC. A partir de sus columnas de opinión, surgió el libro titulado La escalera de Jacob en 2004. Además, ha incursionado en el ensayo de viajes con obras como En Ítaca hace frío.
En 2015, publicó su primera novela, El silencio del pantano, una obra de género negro que parte de un asesinato y recrea el ritual romano reservado para aquellos culpables de parricidio. Posteriormente, ha lanzado títulos como Sucios y malvados en 2017 y sus dos novelas sobre la familia Borgia, En el nombre del poder en 2023 y En el nombre de Borgia en 2024.

## Obra literaria
En su haber, Juanjo, tiene siete obras publicadas:
- La escalera de Jacob (2004)
- En Ítaca hace frío (2014)
- El silencio del pantano (2015)
- Sucios y malvados (2017)
- La escopeta de Hemingway (2021)
- En el nombre del poder (2023)
- En el nombre de Borgia (2024)